# Puchar Świata w narciarstwie dowolnym 2014/2015
Puchar Świata w narciarstwie dowolnym 2014/2015 rozpoczął się 5 grudnia 2014 w amerykańskim Copper Mountain, a zakończył się 15 marca 2015 we francuskim Megève. Najważniejszą imprezą tego sezonu były 14 Mistrzostwa Świata w Narciarstwie Dowolnym w Austriackim Kreischbergu.
Puchar Świata został rozegrany w 11 krajach i 22 miastach na 3 kontynentach.
Obrońcami Kryształowej Kuli byli Kanadyjczyk Mikaël Kingsbury wśród mężczyzn oraz Amerykanka Hannah Kearney wśród kobiet.

## Konkurencje
- AE = skoki akrobatyczne
- MO = jazda po muldach
- DM = jazda po muldach podwójnych
- SX = skicross
- HP = Halfpipe
- SS = Slopestyle

## Kalendarz i wyniki Pucharu Świata

### Mężczyźni
| Lp.                                                         | Data             | Miejscowość     | Dyscyplina | 1. Miejsce               | 2. Miejsce             | 3. Miejsce            |
| ----------------------------------------------------------- | ---------------- | --------------- | ---------- | ------------------------ | ---------------------- | --------------------- |
| 1.                                                          | 5 grudnia 2014   | Copper Mountain | HP         | David Wise               | Torin Yater-Wallace    | Benoit Valentin       |
| 2.                                                          | 6 grudnia 2014   | Nakiska         | SX         | Thomas Zangerl           | Victor Öhling Norberg  | Armin Niederer        |
| 3.                                                          | 13 grudnia 2014  | Ruka            | DM         | Philippe Marquis         | Shō Endō               | Anthony Benna         |
| 4.                                                          | 21 grudnia 2014  | Innichen        | SX         | Zawody odwołane          | Zawody odwołane        | Zawody odwołane       |
| 5.                                                          | 20 grudnia 2014  | Pekin           | AE         | Qi Guangpu               | Pawieł Krotow          | Ilja Burow            |
| 6.                                                          | 21 grudnia 2014  | Pekin           | AE         | Chiny 1                  | Rosja                  | Białoruś 1            |
| 7.                                                          | 3 stycznia 2015  | Calgary         | MO         | Mikaël Kingsbury         | Simon Pouliot-Cavanagh | Shō Endō              |
| 8.                                                          | 8 stycznia 2015  | Deer Valley     | AE         | Qi Guangpu               | Mac Bohonnon           | Ołeksandr Abramenko   |
| 9.                                                          | 9 stycznia 2015  | Deer Valley     | MO         | Mikaël Kingsbury         | Matt Graham            | Patrick Deneen        |
| 10.                                                         | 10 stycznia 2015 | Deer Valley     | DM         | Mikaël Kingsbury         | Dylan Walczyk          | Marco Tadé            |
| 11.                                                         | 9 stycznia 2015  | Val Thorens     | SX         | Andreas Schauer          | Jean Frédéric Chapuis  | Johannes Rohrweck     |
| 12.                                                         | 10 stycznia 2015 | Val Thorens     | SX         | Marc Bischofberger       | Jonathan Midol         | Brady Leman           |
| 14 – 25 stycznia 2015 Mistrzostwa Świata 2015 – Kreischberg |                  |                 |            |                          |                        |                       |
| 13.                                                         | 29 stycznia 2015 | Lake Placid     | MO         | Mikaël Kingsbury         | Aleksandr Smyszlajew   | Marc-Antoine Gagnon   |
| 14.                                                         | 30 stycznia 2015 | Lake Placid     | AE         | Mac Bohonnon             | Zhou Hang              | Qi Guangpu            |
| 15.                                                         | 31 stycznia 2015 | Lake Placid     | AE         | Chiny 1                  | Białoruś               | Rosja                 |
| 16.                                                         | 6 lutego 2015    | Arosa           | SX         | Victor Öhling Norberg    | Siergiej Ridzik        | Bastien Midol         |
| 17.                                                         | 7 lutego 2015    | Arosa           | SX         | Victor Öhling Norberg    | Siergiej Ridzik        | Daniel Bohnacker      |
| 18.                                                         | 7 lutego 2015    | Saint-Côme      | MO         | Mikaël Kingsbury         | Matt Graham            | Aleksandr Smyszlajew  |
| 19.                                                         | 14 lutego 2015   | Åre             | SX         | Victor Öhling Norberg    | Jean Frédéric Chapuis  | Michael Forslund      |
| 20.                                                         | 15 lutego 2015   | Åre             | SX         | Jean Frédéric Chapuis    | Alex Fiva              | Paul Eckert           |
| 21.                                                         | 21 lutego 2015   | Tegernsee       | SX         | Jean Frédéric Chapuis    | Daniel Bohnacker       | Victor Öhling Norberg |
| 22.                                                         | 22 lutego 2015   | Tegernsee       | SX         | Jean Frédéric Chapuis    | Filip Flisar           | Viktor Andersson      |
| 23.                                                         | 21 lutego 2015   | Moskwa          | AE         | Mac Bohonnon             | Ilja Burow             | Maksim Huscik         |
| 24.                                                         | 27 lutego 2015   | Park City       | SS         | Joss Christensen         | McRae Williams         | Gus Kenworthy         |
| 25.                                                         | 28 lutego 2015   | Park City       | HP         | Gus Kenworthy            | Kevin Rolland          | David Wise            |
| 26.                                                         | 28 lutego 2015   | Tazawako        | MO         | Mikaël Kingsbury         | Jeremy Cota            | Aleksandr Smyszlajew  |
| 27.                                                         | 1 marca 2015     | Tazawako        | DM         | Mikaël Kingsbury         | Philippe Marquis       | Matt Graham           |
| 28.                                                         | 1 marca 2015     | Mińsk/Raubiczy  | AE         | Ołeksandr Abramenko      | Mac Bohonnon           | Dzianis Osipau        |
| 29.                                                         | 12 marca 2015    | Tignes          | HP         | Mike Riddle              | David Wise             | Alex Ferreira         |
| 30.                                                         | 14 marca 2015    | Silvaplana      | SS         | Felix Stridsberg-Usterud | Andri Ragettli         | Luca Schuler          |
| 31.                                                         | 13 marca 2015    | Megève          | SX         | Sylvain Miaillier        | Bastien Midol          | Jean Frédéric Chapuis |
| 32.                                                         | 14 marca 2015    | Megève          | SX         | Jean Frédéric Chapuis    | Brady Leman            | Paul Eckert           |
| 33.                                                         | 15 marca 2015    | Megève          | DM         | Anthony Benna            | Thomas Rowley          | Aleksandr Smyszlajew  |

### Wyniki reprezentantów Polski
| Zawodniczka | Copper Mountain 5.12 | Nakiska 06.12 | Ruka 13.12 | Pekin 20.12 | Pekin 21.12 | Calgary 3.01 | Deer Valley 8.01 | Deer Valley 9.01 | Deer Valley 10.01 | Val Thorens 9.01 | Val Thorens 10.01 | Lake Placid 29.01 | Lake Placid 30.01 | Lake Placid 31.01 | Arosa 06.02 | Arosa 07.02 | Saint-Côme 7.01 | Åre 14.02 | Åre 15.02 | Tegernsee 21.02 | Tegernsee 22.02 | Moskwa 21.02 | Park City 27.02 | Park City 28.02 | Takawazo 28.02 | Takawazo 1.03 | Mińsk/Raubiczy 01.03 | Tignes 12.03 | Silvaplana 14.03 | Megève 13.03 | Megève 14.03 | Megève 15.03 |
| Mateusz Habrat | –                    | –             | –          | –           | –           | –            | –                | –                | –                 | 64               | 59                | –                 | –                 | –                 | 58          | dns         | –               | –         | –         | dnf             | 50              | –            | –               | –               | –              | –             | –                    | –            | –                | –            | –            | –            |
| 1-3 4-30 poniżej 30 dnf – Zawodnik nie ukończył zjazdu dns – Zawodnik nie wystartował dsq – Zawodnik zdyskwalifikowany |                      |               |            |             |             |              |                  |                  |                   |                  |                   |                   |                   |                   |             |             |                 |           |           |                 |                 |              |                 |                 |                |               |                      |              |                  |              |              |              |

### Kobiety
| Lp.                                                         | Data             | Miejscowość     | Dyscyplina | 1. Miejsce                 | 2. Miejsce              | 3. Miejsce                 |
| ----------------------------------------------------------- | ---------------- | --------------- | ---------- | -------------------------- | ----------------------- | -------------------------- |
| 1.                                                          | 5 grudnia 2014   | Copper Mountain | HP         | Janina Kuzma               | Devin Logan             | Ayana Onozuka              |
| 2.                                                          | 6 grudnia 2014   | Nakiska         | SX         | Marielle Thompson          | Georgia Simmerling      | Fanny Smith                |
| 3.                                                          | 13 grudnia 2014  | Ruka            | DM         | Julija Gałyszewa           | Chloé Dufour-Lapointe   | Hannah Kearney             |
| 4.                                                          | 21 grudnia 2014  | Innichen        | SX         | Zawody odwołane            | Zawody odwołane         | Zawody odwołane            |
| 5.                                                          | 20 grudnia 2014  | Pekin           | AE         | Xu Mengtao                 | Danielle Scott          | Kiley McKinnon             |
| 6.                                                          | 21 grudnia 2014  | Pekin           | AE         | Chiny 1                    | Rosja                   | Białoruś 1                 |
| 7.                                                          | 4 stycznia 2015  | Calgary         | MO         | Hannah Kearney             | Chloé Dufour-Lapointe   | Justine Dufour-Lapointe    |
| 8.                                                          | 8 stycznia 2015  | Deer Valley     | AE         | Ashley Caldwell            | Kiley McKinnon          | Shen Xiaoxue               |
| 9.                                                          | 9 stycznia 2015  | Deer Valley     | MO         | K.C. Oakley                | Justine Dufour-Lapointe | Chloé Dufour-Lapointe      |
| 10.                                                         | 10 stycznia 2015 | Deer Valley     | DM         | Justine Dufour-Lapointe    | Hannah Kearney          | Britteny Cox               |
| 11.                                                         | 9 stycznia 2015  | Val Thorens     | SX         | Marielle Thompson          | Georgia Simmerling      | Alizée Baron               |
| 12.                                                         | 10 stycznia 2015 | Val Thorens     | SX         | Marielle Thompson          | Anna Holmlund           | Ophélie David              |
| 14 – 25 stycznia 2015 Mistrzostwa Świata 2015 – Kreischberg |                  |                 |            |                            |                         |                            |
| 13.                                                         | 29 stycznia 2015 | Lake Placid     | MO         | Justine Dufour-Lapointe    | Hannah Kearney          | Andi Naude                 |
| 14.                                                         | 30 stycznia 2015 | Lake Placid     | AE         | Alaksandra Ramanouska      | Wieronika Korsunowa     | Melissa Corbo              |
| 15.                                                         | 31 stycznia 2015 | Lake Placid     | AE         | Chiny 1                    | Białoruś                | Rosja                      |
| 16.                                                         | 6 lutego 2015    | Arosa           | SX         | Fanny Smith                | Anna Holmlund           | Ophélie David              |
| 17.                                                         | 7 lutego 2015    | Arosa           | SX         | Fanny Smith                | Anna Holmlund           | Sofja Smirnowa             |
| 18.                                                         | 7 lutego 2015    | Saint-Côme      | MO         | Hannah Kearney             | Chloé Dufour-Lapointe   | Audrey Robichaud           |
| 19.                                                         | 14 lutego 2015   | Åre             | SX         | Alizée Baron               | Katrin Ofner            | Andrea Limbacher           |
| 20.                                                         | 15 lutego 2015   | Åre             | SX         | Anna Holmlund              | Andrea Zemanová         | Andrea Limbacher           |
| 21.                                                         | 21 lutego 2015   | Tegernsee       | SX         | Fanny Smith                | Alizée Baron            | Anna Holmlund              |
| 22.                                                         | 22 lutego 2015   | Tegernsee       | SX         | Anna Holmlund              | Andrea Limbacher        | Ophélie David              |
| 23.                                                         | 21 lutego 2015   | Moskwa          | AE         | Danielle Scott             | Ashley Caldwell         | Kiley McKinnon             |
| 24.                                                         | 27 lutego 2015   | Park City       | SS         | Emma Dahlström             | Devin Logan             | Tiril Sjåstad Christiansen |
| 25.                                                         | 28 lutego 2015   | Park City       | HP         | Ayana Onozuka              | Sabrina Cakmakli        | Janina Kuzma               |
| 26.                                                         | 28 lutego 2015   | Tazawako        | MO         | Hannah Kearney             | Junko Hoshino           | Audrey Robichaud           |
| 27.                                                         | 1 marca 2015     | Tazawako        | DM         | Morgan Schild              | Satsuki Itō             | Hannah Kearney             |
| 28.                                                         | 1 marca 2015     | Mińsk/Raubiczy  | AE         | Ashley Caldwell            | Kiley McKinnon          | Wieronika Korsunowa        |
| 29.                                                         | 12 marca 2015    | Tignes          | HP         | Cassie Sharpe              | Ayana Onozuka           | Brita Sigourney            |
| 30.                                                         | 14 marca 2015    | Silvaplana      | SS         | Tiril Sjåstad Christiansen | Emma Dahlström          | Johanne Killi              |
| 31.                                                         | 13 marca 2015    | Megève          | SX         | Anna Holmlund              | Katrin Ofner            | Marte Høie Gjefsen         |
| 32.                                                         | 14 marca 2015    | Megève          | SX         | Anna Holmlund              | Andrea Limbacher        | Ophélie David              |
| 33.                                                         | 15 marca 2015    | Megève          | DM         | Hannah Kearney             | Chloé Dufour-Lapointe   | Justine Dufour-Lapointe    |

### Wyniki reprezentantek Polski
| Zawodniczka | Copper Mountain 5.12 | Nakiska 06.12 | Ruka 13.12 | Pekin 20.12 | Pekin 21.12 | Calgary 3.01 | Deer Valley 8.01 | Deer Valley 9.01 | Deer Valley 10.01 | Val Thorens 9.01 | Val Thorens 10.01 | Lake Placid 29.01 | Lake Placid 30.01 | Lake Placid 31.01 | Arosa 06.02 | Arosa 07.02 | Saint-Côme 7.01 | Åre 14.02 | Åre 15.02 | Tegernsee 21.02 | Tegernsee 22.02 | Moskwa 21.02 | Park City 27.02 | Park City 28.02 | Takawazo 28.02 | Takawazo 1.03 | Mińsk/Raubiczy 01.03 | Tignes 12.03 | Silvaplana 14.03 | Megève 13.03 | Megève 14.03 | Megève 15.03 |
| Karolina Riemen-Ż. | –                    | 11            | –          | –           | –           | –            | –                | –                | –                 | 7                | 10                | –                 | –                 | –                 | 7           | 4           | –               | 14        | 13        | 9               | 6               | –            | –               | –               | –              | –             | –                    | –            | –                | dns          | dns          | –            |
| 1-3 4-30 poniżej 30 dnf – Zawodniczka nie ukończyła zjazdu dns – Zawodniczka nie wystartowała dsq – Zawodniczka zdyskwalifikowana |                      |               |            |             |             |              |                  |                  |                   |                  |                   |                   |                   |                   |             |             |                 |           |           |                 |                 |              |                 |                 |                |               |                      |              |                  |              |              |              |

## Klasyfikacje

### Mężczyźni
| Lp. | Zawodnik              | Punkty |
| --- | --------------------- | ------ |
| 1.  | Mikaël Kingsbury      | 85     |
| 2.  | Mac Bohonnon          | 70     |
| 3.  | Jean Frédéric Chapuis | 68     |
| 4.  | Qi Guangpu            | 63     |
| 5.  | Victor Öhling Norberg | 50     |
| 6.  | David Wise            | 48     |
| 7.  | Aleksandr Smyszlajew  | 48     |
| 8.  | Philippe Marquis      | 47     |
| 9.  | Gus Kenworthy         | 47     |
| 10. | Zhou Hang             | 46     |

| Lp. | Zawodnik            | Punkty |
| --- | ------------------- | ------ |
| 1.  | Mac Bohonnon        | 491    |
| 2.  | Qi Guangpu          | 440    |
| 3.  | Zhou Hang           | 323    |
| 4.  | Ilja Burow          | 322    |
| 5.  | Pawieł Krotow       | 252    |
| 6.  | Ołeksandr Abramenko | 222    |
| 7.  | Dzianis Osipau      | 203    |
| 8.  | Maksim Huscik       | 198    |
| 9.  | Olivier Rochon      | 190    |
| 10. | Jonathon Lillis     | 186    |

| Lp. | Zawodnik               | Punkty |
| --- | ---------------------- | ------ |
| 1.  | Mikaël Kingsbury       | 761    |
| 2.  | Aleksandr Smyszlajew   | 430    |
| 3.  | Philippe Marquis       | 426    |
| 4.  | Anthony Benna          | 347    |
| 5.  | Matt Graham            | 347    |
| 6.  | Simon Pouliot-Cavanagh | 308    |
| 7.  | Jeremy Cota            | 294    |
| 8.  | Marc-Antoine Gagnon    | 290    |
| 9.  | Thomas Rowley          | 240    |
| 10. | Bryon Wilson           | 234    |

| Lp. | Zawodnik              | Punkty |
| --- | --------------------- | ------ |
| 1.  | Jean Frédéric Chapuis | 747    |
| 2.  | Victor Öhling Norberg | 553    |
| 3.  | Bastien Midol         | 375    |
| 4.  | Paul Eckert           | 365    |
| 5.  | Sylvain Miaillier     | 347    |
| 6.  | Brady Leman           | 342    |
| 7.  | Daniel Bohnacker      | 325    |
| 8.  | Andreas Schauer       | 297    |
| 9.  | Thomas Zangerl        | 285    |
| 10. | Siergiej Ridzik       | 275    |

| Lp. | Zawodnik            | Punkty |
| --- | ------------------- | ------ |
| 1.  | David Wise          | 240    |
| 2.  | Gus Kenworthy       | 176    |
| 3.  | Kevin Rolland       | 175    |
| 4.  | Benoit Valentin     | 150    |
| 5.  | Alex Ferreira       | 139    |
| 6.  | Mike Riddle         | 126    |
| 7.  | Torin Yater-Wallace | 112    |
| 8.  | Kyle Smaine         | 91     |
| 9.  | Thomas Krief        | 82     |
| 10. | Simon d’Artois      | 66     |

| Lp. | Zawodnik                 | Punkty |
| --- | ------------------------ | ------ |
| 1.  | Felix Stridsberg-Usterud | 129    |
| 2.  | Joss Christensen         | 106    |
| 3.  | Andri Ragettli           | 86     |
| 4.  | McRae Williams           | 80     |
| 5.  | Luca Schuler             | 71     |
| 6.  | Sami Säkkinen            | 62     |
| 6.  | Jesper Tjäder            | 62     |
| 8.  | Gus Kenworthy            | 60     |
| 9.  | Matthew Walker           | 59     |
| 10. | Jonas Hunziker           | 49     |

### Kobiety
| Lp. | Zawodniczka             | Punkty |
| --- | ----------------------- | ------ |
| 1.  | Hannah Kearney          | 76     |
| 2.  | Anna Holmlund           | 74     |
| 3.  | Kiley McKinnon          | 58     |
| 4.  | Justine Dufour-Lapointe | 56     |
| 5.  | Chloé Dufour-Lapointe   | 55     |
| 6.  | Devin Logan             | 53     |
| 7.  | Alizée Baron            | 52     |
| 8.  | Fanny Smith             | 49     |
| 9.  | Ayana Onozuka           | 48     |
| 10. | Ophélie David           | 48     |

| Lp. | Zawodniczka           | Punkty |
| --- | --------------------- | ------ |
| 1.  | Kiley McKinnon        | 407    |
| 2.  | Ashley Caldwell       | 324    |
| 3.  | Danielle Scott        | 296    |
| 4.  | Wieronika Korsunowa   | 277    |
| 5.  | Hanna Huśkowa         | 256    |
| 6.  | Xu Mengtao            | 249    |
| 7.  | Renee McElduff        | 237    |
| 8.  | Laura Peel            | 215    |
| 9.  | Alaksandra Ramanouska | 198    |
| 10. | Kong Fanyu            | 180    |

| Lp. | Zawodniczka             | Punkty |
| --- | ----------------------- | ------ |
| 1.  | Hannah Kearney          | 686    |
| 2.  | Justine Dufour-Lapointe | 501    |
| 3.  | Chloé Dufour-Lapointe   | 493    |
| 4.  | Audrey Robichaud        | 366    |
| 5.  | Andi Naude              | 327    |
| 6.  | Maxime Dufour-Lapointe  | 303    |
| 7.  | Deborah Scanzio         | 294    |
| 8.  | Nikola Sudová           | 283    |
| 9.  | K.C. Oakley             | 280    |
| 10. | Junko Hoshino           | 256    |

| Lp. | Zawodniczka               | Punkty |
| --- | ------------------------- | ------ |
| 1.  | Anna Holmlund             | 815    |
| 2.  | Alizée Baron              | 573    |
| 3.  | Fanny Smith               | 539    |
| 4.  | Ophélie David             | 528    |
| 5.  | Katrin Ofner              | 418    |
| 6.  | Andrea Limbacher          | 417    |
| 7.  | Marte Høie Gjefsen        | 356    |
| 8.  | Marielle Thompson         | 300    |
| 9.  | Sofja Smirnowa            | 293    |
| 10. | Karolina Riemen-Żerebecka | 279    |

| Lp. | Zawodniczka       | Punkty |
| --- | ----------------- | ------ |
| 1.  | Ayana Onozuka     | 240    |
| 2.  | Janina Kuzma      | 200    |
| 3.  | Devin Logan       | 175    |
| 4.  | Cassie Sharpe     | 145    |
| 5.  | Sabrina Cakmakli  | 116    |
| 6.  | Marie Martinod    | 105    |
| 7.  | Annalisa Drew     | 98     |
| 8.  | Brita Sigourney   | 92     |
| 9.  | Keltie Hansen     | 91     |
| 10. | Jamie Crane-Mauzy | 61     |

| Lp. | Zawodniczka                | Punkty |
| --- | -------------------------- | ------ |
| 1.  | Emma Dahlström             | 180    |
| 2.  | Tiril Sjåstad Christiansen | 160    |
| 3.  | Johanne Killi              | 100    |
| 4.  | Giulia Tanno               | 95     |
| 5.  | Devin Logan                | 92     |
| 6.  | Isabel Atkin               | 68     |
| 7.  | Silvia Bertagna            | 57     |
| 8.  | Emilia Wint                | 54     |
| 9.  | Anouk Purnelle-Faniel      | 50     |
| 10. | Coline Ballet-Baz          | 49     |